# Senecio subcanescens
Senecio subcanescens là một loài thực vật có hoa trong họ Cúc. Loài này được (DC.) Compton miêu tả khoa học đầu tiên năm 1934.